# Болеслав Прус
Болеслав Прус (пољ. Bolesław Prus, рођен као Александер Гловицки; 20. август 1847 — 19. мај 1912) био је водећа фигура у пољској књижевности.
Још као петнаестогодишњак учествовао је у пољском устанку 1863. против Царске Русије. Убрзо након 16. рођендана доживео је тешке повреде у борби. Пет месеци након тога ухапшен је због учешћа у устанку. 
Са 25 година 1872. године започео је новинарску каријеру у Варшави. Почео је да пише кратке приче, у чему је имао успеха а од 1884. до 1895. написао је четири најзначајније књиге. 